# Lipták András
Lipták András (Székely, 1935. november 6. – Debrecen, 2012. június 11.) Széchenyi-díjas magyar szerves kémikus, egyetemi tanár, a Magyar Tudományos Akadémia rendes tagja. A szénhidrát- és immunkémia neves kutatója. 1987 és 1989 között a Kossuth Lajos Tudományegyetem Természettudományi Kar dékánja. 1990 és 1993 között az egyetem rektora.

## Életpályája
1957-ben kezdte meg egyetemi tanulmányait a Kossuth Lajos Tudományegyetemen (KLTE, ma Debreceni Egyetem), ahol 1961-ben szerzett vegyész diplomát. 1967-ben védte meg egyetemi doktori disszertációját. Diplomájának megszerzése után az egyetem szerves kémiai tanszékén kezdett el oktatni. 1966-ban kapott adjunktusi kinevezést. 1967-ben átment a biokémiai tanszékéhez, ahol szintén adjunktusi beosztásban dolgozott. 1973-ban kapta meg egyetemi docensi, 1984-ben pedig egyetemi tanári kinevezését. 1987 és 1989 között az egyetem Természettudományi Karának dékánhelyettese volt. 1988-ban bízták meg a biokémiai tanszék vezetésével. 1989-ben megválasztották az egyetem rektorhelyettesévé, majd egy évvel később rektorává. Az egyetem élén 1993-ig, a tanszék élén 1996-ig állt. 2005-ben professor emeritusi címet kapott. 1972-ben, valamint 1978–1979-ben Humboldt-ösztöndíjjal kutatott. 1984–1985-ben pedig a bethesdai Maryland Egyetem vendégprofesszora volt. 2000-ben Szilárd Leó-ösztöndíjjal kutatott.
1973-ban védte meg a kémiai tudományok kandidátusi, 1983-ban akadémiai doktori értekezését. Az MTA Debreceni Akadémiai Bizottság (DAB), a Szerves és Biomolekuláris Kémiai Bizottság, a Szénhidrátkémiai Munkabizottság és a Gyógyszerkémiai és Gyógyszer-technológiai Munkabizottság tagja lett. 1990-ben megválasztották a Magyar Tudományos Akadémia levelező, 1998-ban rendes tagjává. 1996 és 1999 között a Kémiai Tudományok Osztálya elnöke volt, ilyen minőségében az MTA elnökségében is részt vett. 1995–1996-ban a Doktori Tanács társelnöki pozícióját töltötte be. 1990 és 1993 között az Országos Athenaeum Bizottság tagja volt, 1997-ben az Országos Tudományos Kutatási Alap, 2005-ben a Debreceni Akadémiai Bizottság elnökévé választották. 1997-ben a londoni Európai Akadémia felvette tagjai sorába.
A Carbohydrate Research és a Carbohydrates in Europe és a Journal of Carbohydrate Chemistry szerkesztőbizottságának tagja.

## Munkássága
Fő kutatási területe a szénhidrát- és immunkémia. Emellett foglalkozik komplex oligoszacharidok szintézisével, műszeres kémiai szerkezetvizsgálati módszerekkel és gyógyszerkutatással.
Nevéhez fűződik a ciklodextrinek gyűrűnyitására, a lineáris maltooligomerek előállításának, valamint a klinikai gyakorlati alkalmazásban felhasznált alfa-amiláz tényezőinek nyerésére eljárást dolgozott ki. Védőcsoport-stratégiát dolgozott ki a szénhidrátok területén. Foglalkozik természetes anyagok szintézisével, ezen eljárások során szénhidrátokat alkalmazva királis szintonokként. Folytatott spektroszkópiai (NMR) vizsgálatokat, illetve különböző cukrok konformációját is vizsgálta és oligoszacharid adatbankot készített. Több mint kétszáz tudományos közlemény szerzője vagy társszerzője, összesen tizenöt szabadalmat jegyeztetett be.

## Családja
1964-ben nősült, felesége Tőkés Adrienne kémikus, a kémiai tudományok kandidátusa. Házasságukból egy fiúgyermek született.

## Díjai, elismerései
- Zemplén Géza-fődíj (1989)
- Szent-Györgyi Albert-díj (1993)
- Széchenyi-díj (1995) – A glikoproteinek oligoszacharidjainak szintézisére kidolgozott módszereiért, a biológiailag jelentős és a klinikai diagnosztikában is alkalmazható mesterséges antigének előállításáért.
- Ipolyi Arnold tudományfejlesztési díj (2003, OTKA)
- Pázmány Péter felsőoktatási díj (2007, Pro Renovanda Cultura Hungariae)

## Főbb publikációi
- Hydrogenolysis of the Dioxolane-Type Benzylidene Derivatives (1976)
- Handbook of Oligosaccharides I–II. (társszerző, 1990–1991)
- Védőcsoportok jelentősége a szénhidrátkémiában: acetálok és észterek (1991)
- Synthesis of Carbohydrate-Containing Surface Antigens of Mycobacteria (társszerző, 1994)
- Fehérje–szénhidrát kölcsönhatások. Enzimek szubsztrátjainak, receptorok ligandjainak és antitestek antigénjeinek szintézise (1999)
- Effect of Temperature on Subsite Map of Bacillus Licheniformis (alpha-amylase) (társszerző, 2006)